# Tarmatambo (localidad)
Tarmatambo es una localidad ubicado en el distrito de Tarma, provincia de  Tarma, departamento de Junín, Perú. Fue fundado el 21 de julio de 1936. Se encuentra a 3 451 m s. n. m.

## Etimología
La palabra Tarmatambo deriva del vocablo quechua Tarmatampu que con el transcurso del tiempo se castellanizó a Tarmatambo, tiene tres términos 'TAR-MA-TAMBO': (TAR.- de Tara Tara=Planta o matorral), (MA.- de Mayu=Río) río de Tara Tara o rivera que está rodeado de taratara y (TAMBO.- de Tampu=Sitio de descanso), se edificaban los Tambos al ras de Qhapaq Ñan como centro administrativo en época del Tahuantinsuyo.

## Historia

### Época Tarama
El valle de Tarmatambo fue el lugar donde se asentaron los Tarama o Taruma, pequeño grupo étnico pre-inca que fusionó con sus vecinos los Huancas del Valle del Mantaro y los Campas y Chunchos del Valle de Chanchamayo y, se dedicaban a la agricultura y ganadería.

### Época incaica
Con la expansión y el dominio del  imperio incaico o Tawantinsuyo al mando del inca Pachacútec y Túpac Yupanqui la tribu decayó al tiempo en que se abrieron vías como el Qhapaq Ñan y Tambos, edificaciones como el complejo arqueológico de Tarmatambo funcionaba como uno de los centros administrativos del imperio incaico.

### Época republicana
En época de la república, finales del siglo XIX la localidad de Tarmatambo fue escenario del Combate de Tarmatambo en la Campaña de la sierra, uno de los enfrentamientos que tuvo el Perú con Chile en la Guerra del Pacífico.
En el siglo XX, a mediados de la década del treinta ocurre su fundación política.

## Autoridades
La localidad de Tarmatambo desde que obtuvo la categoría de centro poblado sus autoridades eran elegido a  mano alzada hasta noviembre del 2022 posterior a las Elecciones de autoridades regionales, provinciales y distritales del 2022 tiene su nuevo alcalde elegido mediante el voto universal, secreto y obligatorio para el periodo 2023-2026 en la que David Navarro salió el elegido.
- Alcalde: David Navarro

## Cultura

### Festividades
- Quiulladanza
- Inti Raymi es una fiesta de tradición incaica de cuando  la tierra Tarama pasara a ser gobernado por el imperio de Pachacútec y se organiza de manera anual en el mes de junio.